# The InBetween
The InBetween es una serie de televisión de drama sobrenatural estadounidense que se estrenó el 29 de mayo de 2019 en NBC. El 1 de noviembre de 2019, NBC canceló la serie.

## Sinopsis
The InBetween sigue a «Cassie Bedford, quien nació con el don de ver y comunicarse con los muertos. Cuando su padre, el Det. Tom Hackett y su nuevo compañero, el ex agente del FBI, Damien Asante, necesitan ayuda para resolver un asesinato misterioso y desconcertante, Cassie acepta usar sus habilidades. A pesar de su renuencia, puede haber encontrado una manera de mantener a raya a sus demonios, mientras resuelve algunos de los casos más difíciles de la ciudad».

## Reparto
- Harriet Dyer como Cassie Bedford
- Paul Blackthorne como Tom Hackett
- Justin Cornwell como Damien Asante
- Anne-Marie Johnson como Swanstrom
- Cindy Luna como Jacey Vasquez
- Chad James Buchanan como Will

## Episodios
| #  | Título original                   | Director(es)      | Guionista(s)                      | Fecha de emisión=    | Audiencia (en millones) |
| -- | --------------------------------- | ----------------- | --------------------------------- | -------------------- | ----------------------- |
| 1  | «Pilot»                           | Charlotte Sieling | Moira Kirland                     | 29 de mayo de 2019   | 3.65                    |
| 2  | «Made of Stone»                   | David Von Ancken  | Richard Hatem                     | 5 de junio de 2019   | 2.98                    |
| 3  | «Where the Shadows Fall»          | Ruba Nadda        | Nick Parker                       | 19 de junio de 2019  | 2.74                    |
| 4  | «Kiss Them For Me»                | Milena Govich     | Gabrielle Stanton & Nick Parker   | 3 de julio de 2019   | 2.09                    |
| 5  | «Another Broken Morning»          | David Grossman    | Julia Fontana                     | 10 de julio de 2019  | 2.31                    |
| 6  | «The Length of a River»           | Alex Zakrzewski   | Moira Kirland & Gabrielle Stanton | 17 de julio de 2019  | 2.30                    |
| 7  | «Let Me in Your Window»           | Romeo Tirone      | Karen Wyscarver & Sanford Golden  | 24 de julio de 2019  | 2.18                    |
| 8  | «While the Song Remains the Same» | PJ Pesce          | Anderson Mackenzie                | 31 de julio de 2019  | 2.55                    |
| 9  | «The Devil's Refugee»             | Eduardo Sanchez   | Lauren Barnett                    | 7 de agosto de 2019  | 2.57                    |
| 10 | «Monsters and Angels»             | David Von Ancken  | Moira Kirland                     | 14 de agosto de 2019 | 2.30                    |

## Producción

### Desarrollo
El 12 de enero de 2018, se anunció que NBC había dado la orden de la producción del episodio piloto. El piloto fue escrito por Moira Kirland, que también se desempeña como productor ejecutivo junto a David Heyman y Nancy Cotton. El 23 de febrero de 2018, se anunció que Charlotte Sieling dirigirá el piloto. El 10 de mayo de 2018, se anunció que fue ordenada para ser una serie. Unos días después, se anunció que la serie se estrenaría en 2019. El 31 de julio de 2018, se anunció que Matthew Gross se desempeñará como productor ejecutivo en la serie. El 1 de abril de 2019, se anunció que la serie está programada para estrenarse el 29 de mayo de 2019. El 1 de noviembre de 2019, NBC anunció su cancelación.

### Casting
El 22 de febrero de 2018, se anunció que Harriet Dyer fue elegida en un rol principal. En marzo de 2018, se anunció que Yusuf Gatewood, Cindy Luna, y Anne-Marie Johnson habían sido elegidos en roles principales. El 10 de mayo de 2018, se anunció que Chad James Buchanan y Paul Blackthorne fueron elegidos y que Gatewood sería reemplazado. El 25 de septiembre de 2018, se anunció que Justin Cornwell fue elegido para reemplazar a Gatewood.